# Cordylogyne globosa
Cordylogyne globosa är en oleanderväxtart som beskrevs av Ernst Meyer. Cordylogyne globosa ingår i släktet Cordylogyne och familjen oleanderväxter. Inga underarter finns listade i Catalogue of Life.